# Kraftwerk Vilvoorde
Das Kraftwerk Vilvoorde ist ein GuD-Kraftwerk in der Stadt Vilvoorde, Provinz Flämisch-Brabant, Belgien. Die installierte Leistung des Kraftwerks beträgt 255 MW. Es ist im Besitz von Engie Electrabel und wird auch von Engie Electrabel betrieben.
Im Jahr 2009 erwarb E.ON das Kraftwerk Vilvoorde im Rahmen eines Tausches von Electrabel. E.ON gab 2012 bekannt, das Kraftwerk zum 1. Januar 2014 zu schließen, da es unrentabel sei. Das Kraftwerk wurde Ende 2014 zum Reservekraftwerk umgerüstet. Uniper (aus E.ON hervorgegangen) verkaufte das Kraftwerk 2017 an die bulgarische Energy Market. Im Jahr 2020 erwarb Engie Electrabel das Kraftwerk von EM Generation Brussels (EMGB).

## Kraftwerksblöcke
Das Kraftwerk besteht derzeit (Stand März 2021) aus einem Block. Die folgende Tabelle gibt einen Überblick:
| Block | Einheit | Max. Leistung (MW) | Betriebsbeginn | Turbine | Generator | Dampfkessel | Status                       |
| ----- | ------- | ------------------ | -------------- | ------- | --------- | ----------- | ---------------------------- |
| 1     |         | 125                | 1959           |         |           |             | Abgerissen (2001 bis 2002)   |
| 2     |         | 125                |                |         |           |             | Abgerissen (2001 bis 2002)   |
| 3     | 1       | 255 (bzw. 262)     | 2001           | Siemens | Siemens   | CMI         |                              |
|       | 2       | 130                | 1986           | Alstom  |           |             | Stillgelegt (2014 oder 2017) |
| 4     |         | 870                |                |         |           |             | Geplant                      |

Das Kraftwerk bestand ursprünglich aus 3 Blöcken, die mit Kohle und Öl befeuert wurden. Die Dampfturbine des Blocks 3 wurde 1982 zerstört und 1986 durch eine neue ersetzt. Von 1999 bis 2001 wurde eine Gasturbine installiert, an die die Dampfturbine des Blocks 3 angeschlossen wurde.
Der Block 3 besteht aus einer Gasturbine sowie einer nachgeschalteten Dampfturbine. An die Gasturbine ist ein Abhitzedampferzeuger angeschlossen, der dann die Dampfturbine versorgt. Die Dampfturbine wurde 2014 (oder 2017) stillgelegt.
Auf dem Kraftwerksgelände soll ein weiteres GuD-Kraftwerk mit einer Leistung von 870 MW errichtet werden.